# Pfarrkirche Mödling-St. Othmar

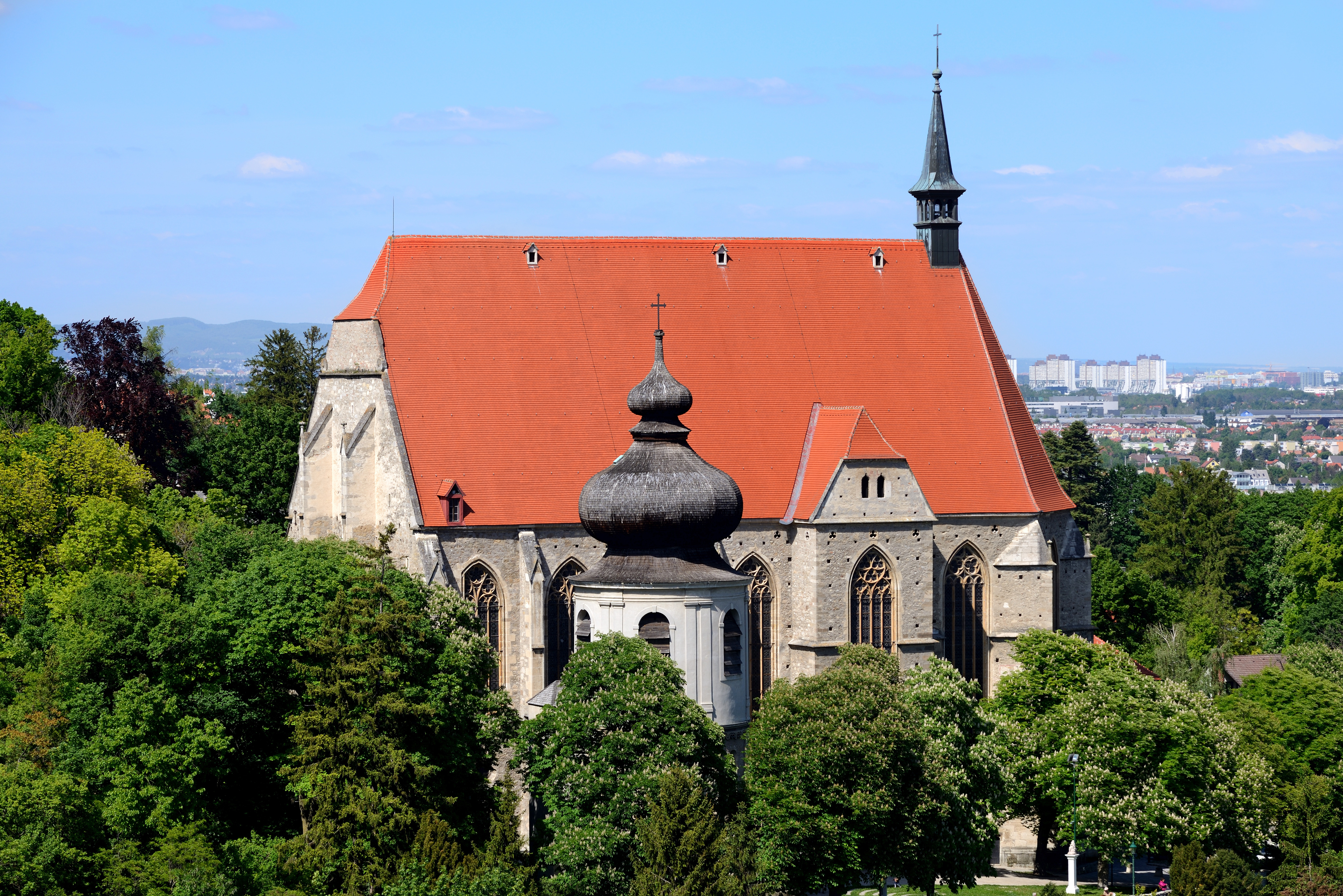
Pfarrkirche hl. Othmar in Mödling

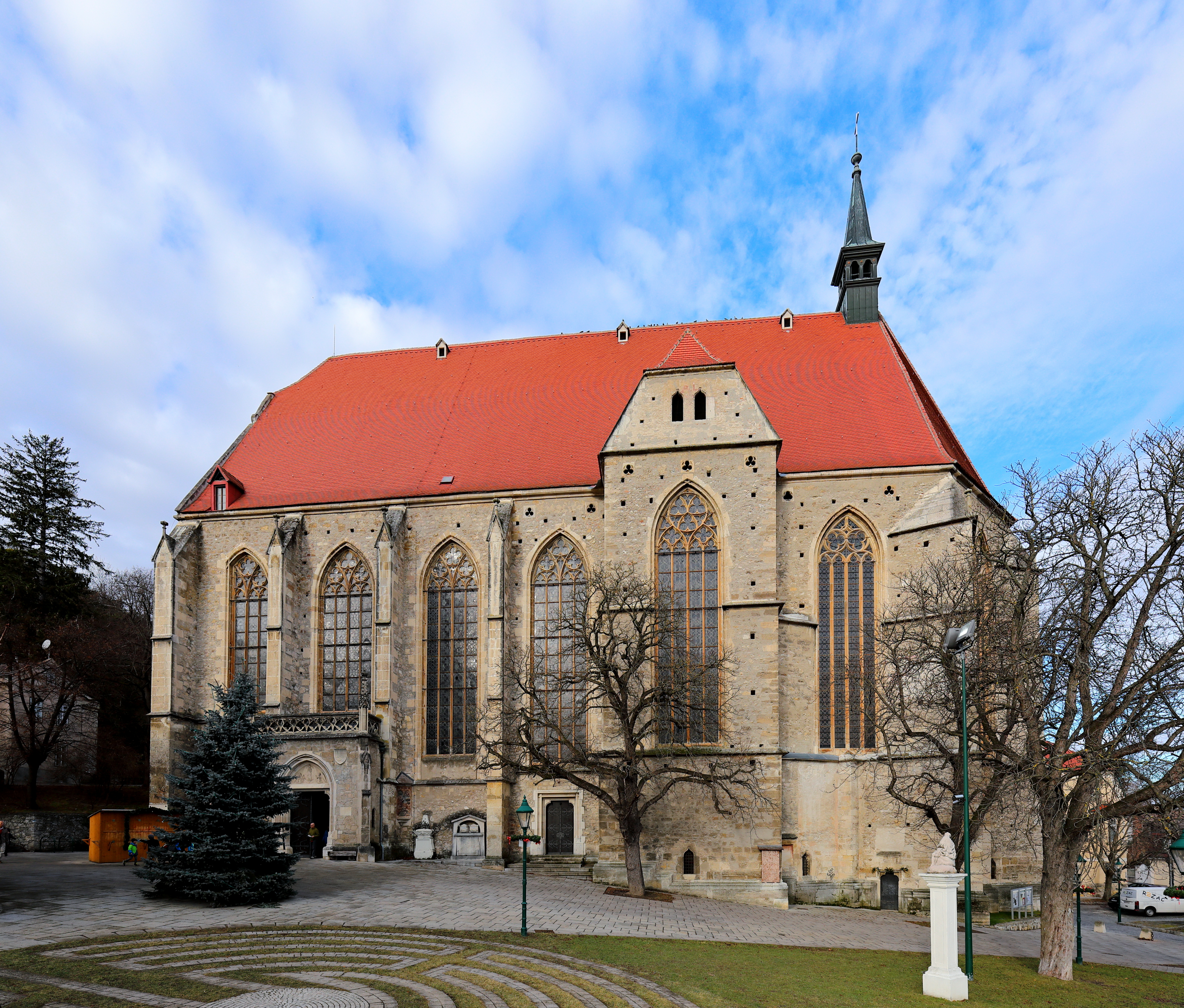
Südansicht der Pfarrkirche

Die römisch-katholische Pfarrkirche Mödling-St. Othmar steht in der Gemeinde Mödling im Bezirk Mödling in Niederösterreich. Sie ist dem heiligen Othmar geweiht und gehört zum Dekanat Mödling im Vikariat Unter dem Wienerwald der Erzdiözese Wien. Das Bauwerk steht unter Denkmalschutz (Listeneintrag).

## Geschichte
Baubeginn der Othmarkirche war am 13. Mai 1454 unter Pfarrer Johannes Hinderbach. Eine Inschrift oberhalb des Haupteingangs erinnert daran. Davor waren schon sechs Vorgängerkirchen an der Stelle der heutigen Othmarkirche gestanden. Die älteste nachgewiesene Vorgängerkirche war eine karolingische Kirche in der Form einer kleinen Chorquadratkirche aus dem 9. Jahrhundert. Für diese Kirche wird auf Grund von Messungen und Ausgrabungsergebnissen davon ausgegangen, dass die Kirchenachsen am Karfreitag und Ostersonntag (5. und 7. April) des Jahres 888 festgelegt wurden. In den Grundmauern für den Chor dieses Baues wurde ein Achsknick Richtung Norden gefunden. Das würde mit dem Beginn der Ostmission unter Arnulf von Kärnten zusammenpassen, andere passende Tage lägen in den entsprechenden Jahrhunderten nur in den Jahren 950 und 1029, wobei es dafür keine Anknüpfungspunkte gibt. Der zuletzt entstandene Bau hat diese Orientierung übernommen, der Achsknick ist auch im heutigen Kirchenbau nachvollziehbar. An der Stelle der Othmarkirche steht also seit über 1100 Jahren ein Gotteshaus.
Pfarrer zur Bauzeit der Othmarkirche war Herzog Przemysl III. von Troppau. Er wohnte im Herzoghof in Mödling, in der heutigen Herzoggasse. Er starb 1493, sein Grabstein befindet sich heute noch an der Nordwand in der Othmarkirche. Als Pfarrkirche gehört sie dem Dekanat Mödling und damit der Erzdiözese Wien an.
Nach 69-jähriger Bauzeit war die Kirche im Jahr 1523 fertiggestellt. Sechs Jahre später, im Jahr 1529, wurde sie im Osmanenkrieg niedergebrannt. Aus der Zeit vor der Zerstörung sind, außer Mauern und Säulen, das Sakramentshäuschen, der Kopf des Gekreuzigten am großen Kreuz und ein gesticktes Marienbild (heute beim Votivaltar) erhalten geblieben.

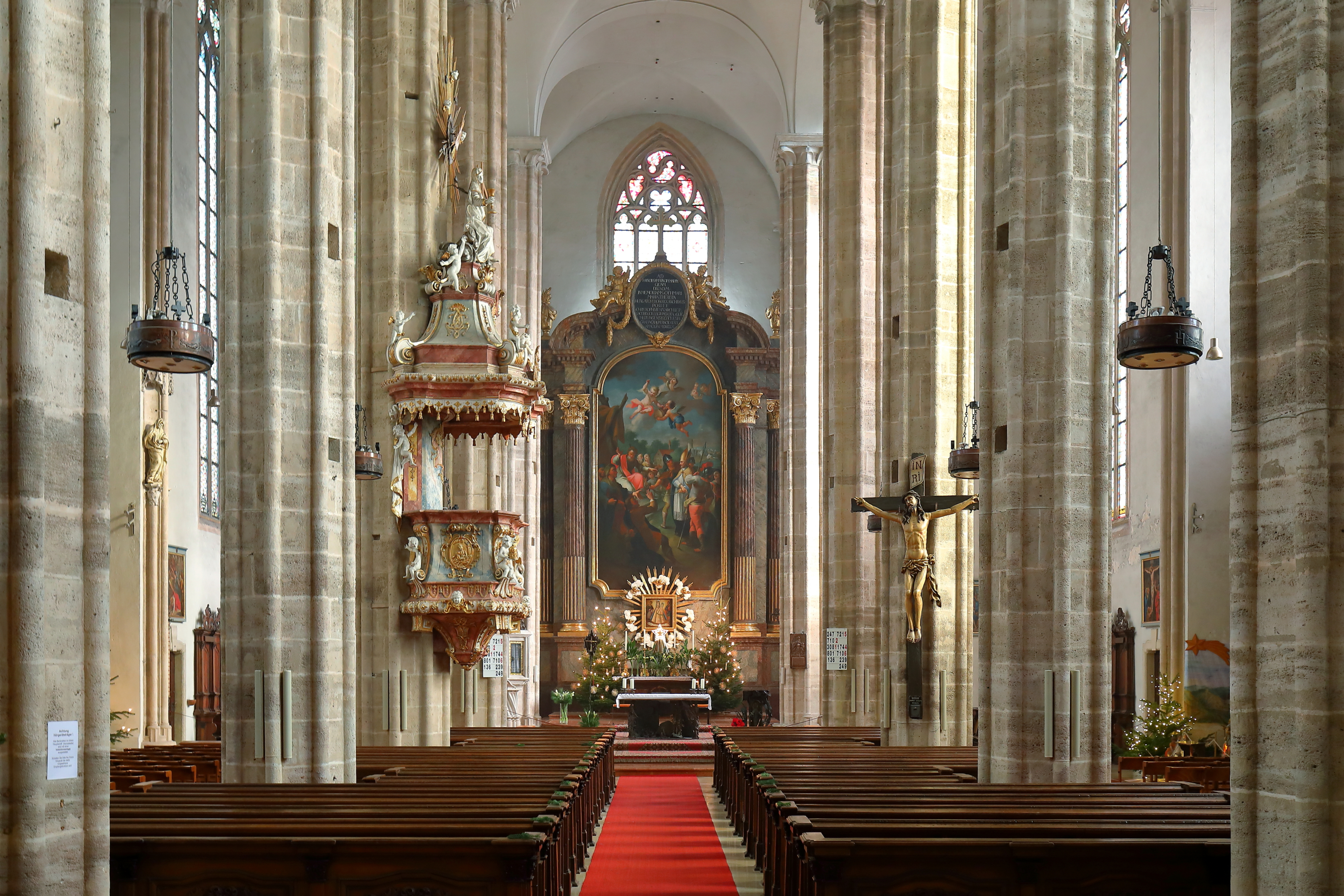
Innenansicht Richtung Hochaltar

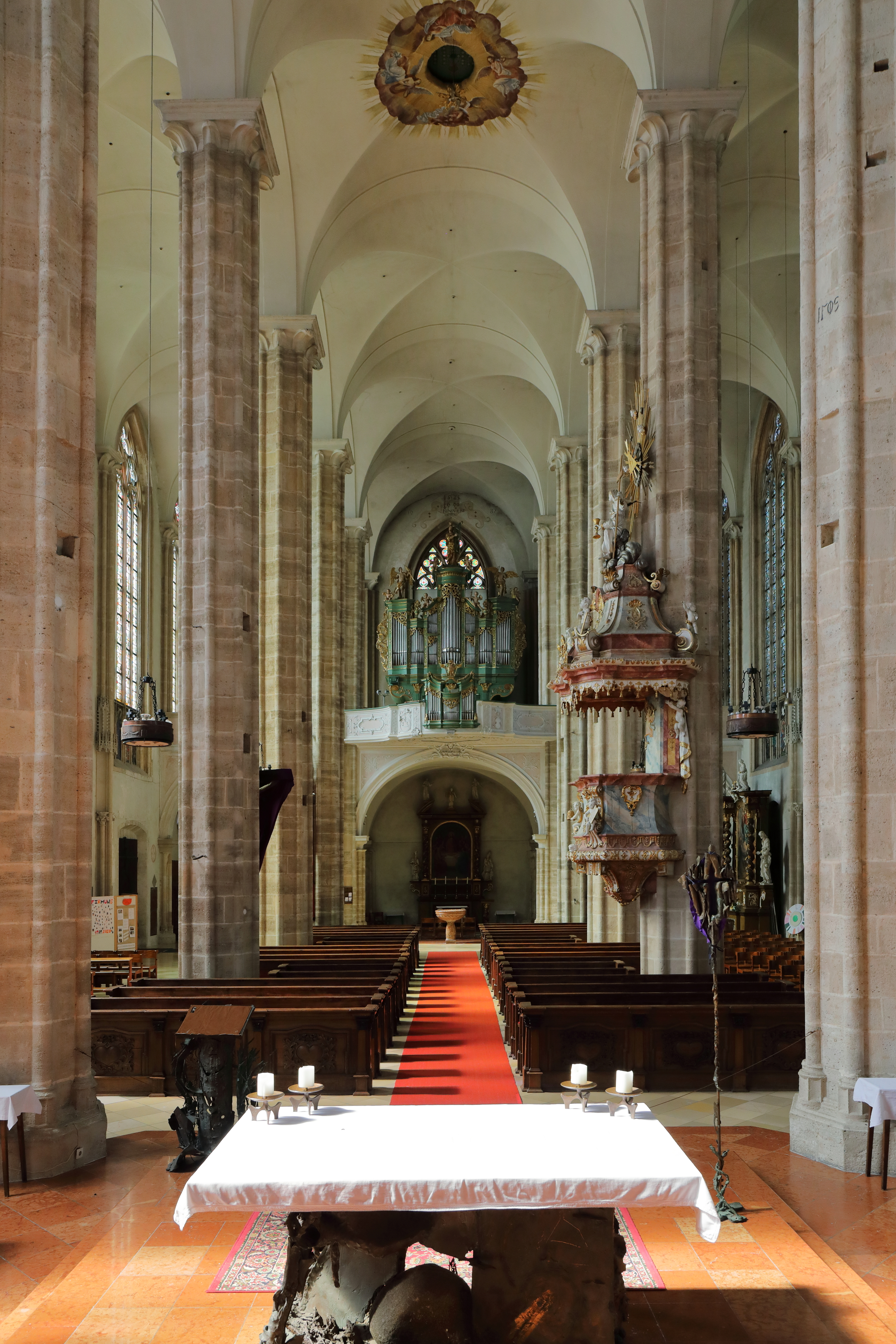
Innenansicht Richtung Orgelempore

Der Wiederaufbau dauerte über hundert Jahre. Auf einem Plan aus dem Jahr 1610 ist die Othmarkirche ohne Dach als Alte öde Kirchen dargestellt. Im Jahr 1618 rief Kardinal Melchior Khlesl in einem Erlass zu Spenden für den Wiederaufbau der Kirche auf:
Das mit großen schweren uncosten ansehnlich erbaute gottshaus zu Mödling unterm gebürg, dann alls solches anno 1523 mit aller zugehörung an die statt und stöll gar auferbaut, ist es alssbald darauf in 6 jahren hernach durch den erbfeundt alls er mit aller seiner macht und crafft ins landt gefallen und die statt Wien belagert, in prandt gesteckt und sambt aller kirchen ornat abgebrent worden.
1629 spendete ein Salzburger namens Florianus Ursprunger das Märbelsteinpflaster (Salzburger Marmor) für den Altarraum. Eine Marmortafel an der rechten Säule im Altarraum erinnert daran.
Im zweiten Osmanenkrieg 1683 wurde die Bevölkerung, die sich in die Kirche flüchtete, niedergemetzelt, die Kirche selbst wieder beschädigt, darauf jedoch unter Marktrichter Wolfgang Ignaz Viechtl zügig wieder aufgebaut. Viechtl war Müller von Beruf, daher befinden sich an der Außenseite der Westwand in großer Höhe zwei Mühlsteine. An seinem ehemaligen Wohnhaus auf dem heutigen Freiheitsplatz ist eine Gedenktafel angebracht. 1690 war die Kirche einschließlich Dachstuhl und Dach wiederhergestellt. Der Dachstuhl ist dreistöckig, 18 m hoch, ganz aus Tannenholz gefertigt, und wurde von Experten als Meisterwerk der Zimmermannskunst bezeichnet.
Im 18. Jahrhundert erfolgte die Barockisierung der Othmarkirche. Die Kanzel mit einer Darstellung von Papst Benedikt XIII. und sieben Barockaltäre wurden errichtet, daran erinnert eine Inschrift am Nepomukaltar: unum ex septem altaribus. Fünf dieser Altäre sind heute noch vorhanden, zum Teil mit erneuertem Altarbild. Der Hochaltar wurde 1760 von Maria Theresia gestiftet. 1727 wurde die erste Orgel errichtet. Weiters wurden, für uns heute schwer vorstellbar, die Fenster zum Großteil zugemauert.

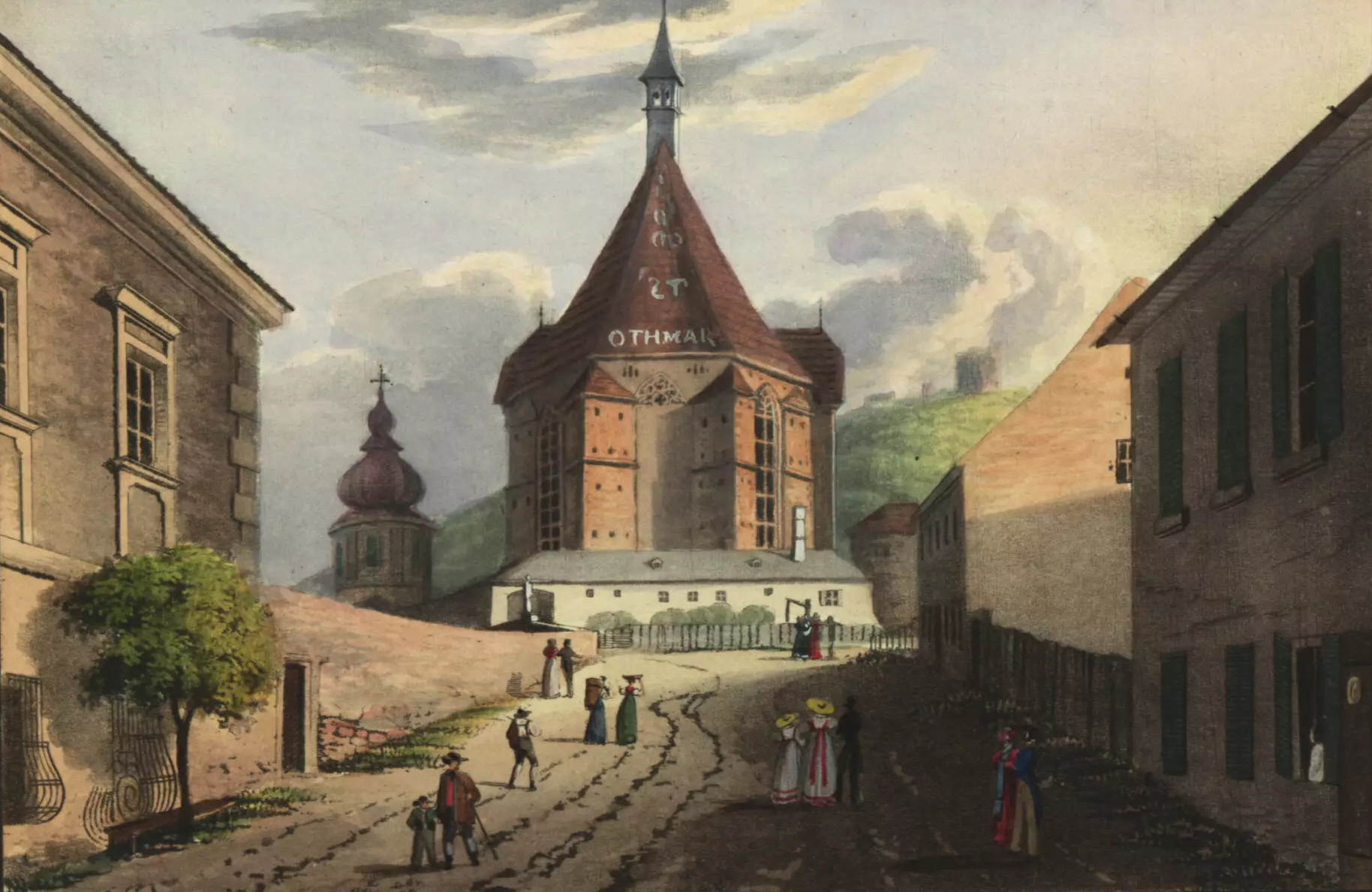
St. Othmar mit alter Wehranlage/Brücke, um 1825 (Erscheinungsjahr)

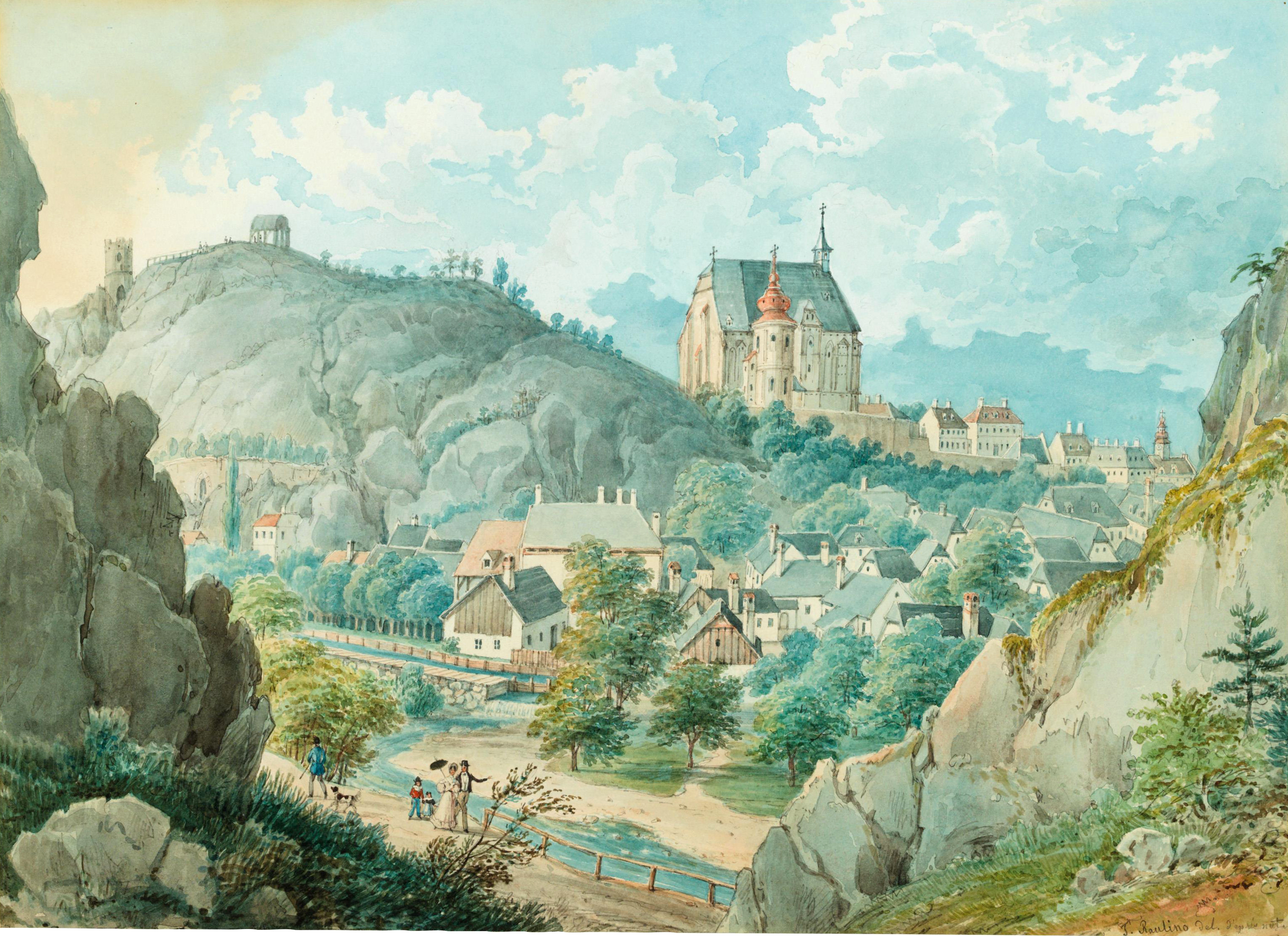
Historische Ansicht des Kirchbergs (auch Kalenderberg)

Unter Bürgermeister Josef Schöffel wurde anlässlich der Stadterhebung 1875 der Kirchenrestaurierungs-Verein gegründet, die Othmarkirche wurde regotisiert. Die meisten Glasfenster stammen aus dieser Zeit.
Die letzte große Renovierung erfolgte 1982 bis 1983. Bei Grabungen wurden die sechs Vorgängerkirchen nachgewiesen. Die liturgischen Vorstellungen des Zweiten Vatikanischen Konzils wurden in zeitgenössischen Werken des Künstlers Hubert Wilfan realisiert. Der Volksaltar zeigt auf der Vorderseite die Begegnung der Jünger mit dem Auferstandenen am See von Tiberias (Joh 21). Der Ambo zeigt den Sämann und das Schicksal des Samens, den er ausstreut (Mt 13).

## Maße
Die Maße der heutigen Kirche betragen 54 m Länge, 23 m Breite und 18 m Höhe, die Firsthöhe beträgt 37 m. Als Baumaterial wurde, wie für den Stephansdom in Wien, Sarmat-Sandstein (Cerithiensandstein) verwendet, ein grober, fossilienarmer Kalksandstein, der als Ablagerung des Jungtertiär-Meeres am Rand des Wiener Beckens entstand.

## Orgel

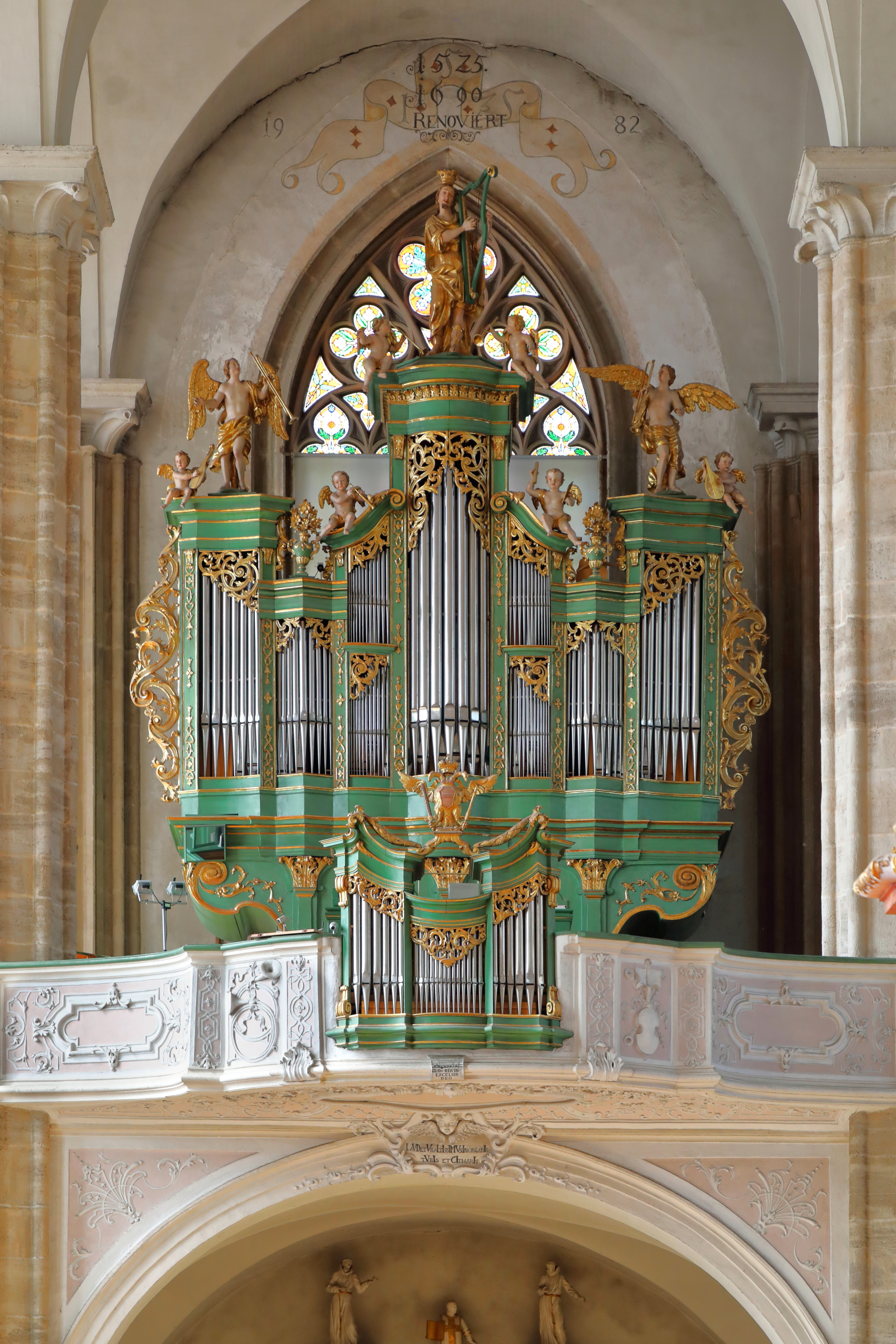
Spätbarocker Prospekt der Michael-Walcker-Mayer-Orgel

Im Jahr 1727 wurde vermutlich von Joseph Wiebel eine einmanualige Orgel mit Pedal errichtet. 1777 erweiterte der Orgelbaumeister Franz Xaver Christoph die Orgel um ein Rückpositiv auf der Brüstung auf zwei Manuale und vergrößerte das bestehende dreiteilige Orgelgehäuse. Nach mehreren Reparaturen erfolgte 1929 ein Umbau der Orgel durch Orgelbaumeister Johann M. Kauffmann. 1983 wurde von Orgelbau Michael Walcker-Mayer in das bestehende denkmalgeschützte Gehäuse eine komplett neue dreimanualige Orgel mit mechanischer Traktur eingebaut und das 1929 deaktivierte Rückpositiv wieder aktiviert. Am 8. Jänner 1984 erfolgte die feierliche Einweihung durch Weihbischof Helmut Krätzl. In den Jahren 2001 und 2005 gab es kleinere Umbauarbeiten; 2001 wurde im Unterwerk das Zungenregister Rankett 16′ durch eine Oboe ersetzt, 2005 wurde im Pedal ein weiteres 16′-Register hinzugefügt. Das Instrument hat seither 34 Register mit insgesamt 2.226 Pfeifen. Die Spiel- und Registertrakturen sind mechanisch (Schleifladen).
| I Rückpositiv C–g3 |            |       |
| 1.                 | Copula     | 8′    |
| 2.                 | Prästant   | 4′    |
| 3.                 | Rohrflöte  | 4′    |
| 4.                 | Octav      | 2′    |
| 5.                 | Sifflöte   | 1 ⁄3′ |
| 6.                 | Scharf III | 1′    |
| 7.                 | Krummhorn  | 8′    |
|                    | Tremulant  |       |

| II Hauptwerk C–g3 |                |        |
| 08.               | Pommer         | 16′    |
| 09.               | Principal      | 08′    |
| 10.               | Spitzflöte     | 08′    |
| 11.               | Octav          | 04′    |
| 12.               | Salicional     | 04′    |
| 13.               | Sesquialter II | 02 ⁄3′ |
| 14.               | Waldflöte      | 02′    |
| 15.               | Mixtur V       | 01 ⁄3′ |
| 16.               | Trompete       | 08′    |

| III Unterwerk C–g3 |                |        |        |
| 17.                | Gedeckt        | 8′     |        |
| 18.                | Viola da Gamba | 8′     |        |
| 19.                | Principal      | 4′     |        |
| 20.                | Flöte          | 4′     |        |
| 21.                | Schwiegel      | 2′     |        |
| 22.                | Terz           | 1 3⁄5′ |        |
| 23.                | Quint          | 1 ⁄3′  |        |
| 24.                | Superoctav     | 1′     |        |
| 25.                | Zimbel IV      | 2⁄3′   |        |
| 26.                | Oboe           | 8′     | (2001) |

| Pedalwerk C–g3 |               |        |        |
| 27.            | Kontrabass    | 32′    |        |
| 28.            | Principalbass | 16′    | (2005) |
| 29.            | Subbass       | 16′    |        |
| 30.            | Principalbass | 08′    |        |
| 31.            | Gedecktbass   | 08′    |        |
| 32.            | Choralbass    | 04′    |        |
| 33.            | Mixtur IV     | 02 ⁄3′ |        |
| 34.            | Posaune       | 16′    |        |

- Koppeln: I/II, III/I, III/II, I/P, II/P, III/P
- Effektregister: Nachtigall (2013)
- Anmerkungen:

1. ↑  Im Schwellkasten.
2. ↑  Schaltung mit Nr. 28.

## Gemeindeleben
Die Pfarre Mödling liegt im Vikariat unter dem Wienerwald der Erzdiözese Wien. Sie ist Teil des Entwicklungsraums Dekanat Mödling Süd. In der Pfarre befindet sich eine Le+O-Ausgabestelle der Caritas Wien. Dabei werden an von Armut gefährdete Personen Lebensmittel ausgegeben.